# Kommissar
Ein Kommissar (von mittellateinisch commissarius „Beauftragter, Bevollmächtigter, Vertreter, Stellvertreter“), im Süden des deutschen Sprachgebiets auch Kommissär (von französisch commissaire), ist ein von einem Auftraggeber mit einer Angelegenheit oder Aufgabe oder per Befehl Beauftragter, in stellvertretender Wahrnehmung der Amtsgeschäfte. Verschiedene Auftraggeber und Aufträge schaffen Funktionen, die oft dem Titel mitgegeben werden. So gibt und gab es zum Beispiel Königliche Kommissare, Landes-, Bezirks-, Distrikts-, Zivil-, Polizei-, Polit-, Regierungskommissare und Bischöfliche Kommissare.

## Kommissarische Amtsausübung
In Politik, Verwaltung und Wirtschaft und beliebigen Organisationen (z. B. Vereinen und kirchlichen Strukturen) kann Verantwortung zwischenzeitlich bzw. vorläufig an einzelne Personen übertragen werden; beispielsweise bei Ausfall eines Verantwortungsträgers durch ernste Erkrankung. Man spricht dann beispielsweise von einem „kommissarischen Abteilungsleiter“ oder einem „kommissarischen Landrat“. Gegebenenfalls muss dies auch im Geschäftsverkehr (bei der Unterschrift mit Dienstfunktion) angezeigt werden, um zu unterstreichen, dass die betreffende Person zwar interimsweise mit der Wahrnehmung der laufenden Geschäfte beauftragt, jedoch nicht zu langfristigen Entscheidungen ermächtigt ist.

## Heutige Bezeichnungen

### Europäische Kommission
- In der Europäischen Union werden die Mitglieder der Europäischen Kommission umgangssprachlich auch als Kommissare bezeichnet. Die Funktion ist grob vergleichbar mit der eines Ministers in einer Regierung.

### Deutschland
- Polizeikommissar resp. Kriminalkommissar sind Amtsbezeichnungen des gehobenen Dienstes in der Polizei der Bundesrepublik Deutschland. Sie sind der Schutzpolizei bzw. der Kriminalpolizei zugeordnet. Zahlreiche Fernsehserien, wie zum Beispiel „Der Kommissar“ haben dazu geführt, dass im deutschen Sprachgebrauch unter Kommissar ein (leitender) Ermittler der Kriminalpolizei verstanden wird. Die Amtsbezeichnungen der deutschen Polizei im gehobenen Dienst sind im Einzelnen: Polizei-/Kriminalkommissar, ‑oberkommissar, ‑hauptkommissar und Erster Polizei-/Kriminalhauptkommissar.
- Gemäß der bayerischen Gymnasialschulordnung gibt es die „Ministerialkommissärin“ und den „Ministerialkommissär“, die das Kultusministerium als Vorsitzende der Abiturprüfungskommission an Stelle des Schulleiters einsetzen kann.[3]

### Österreich

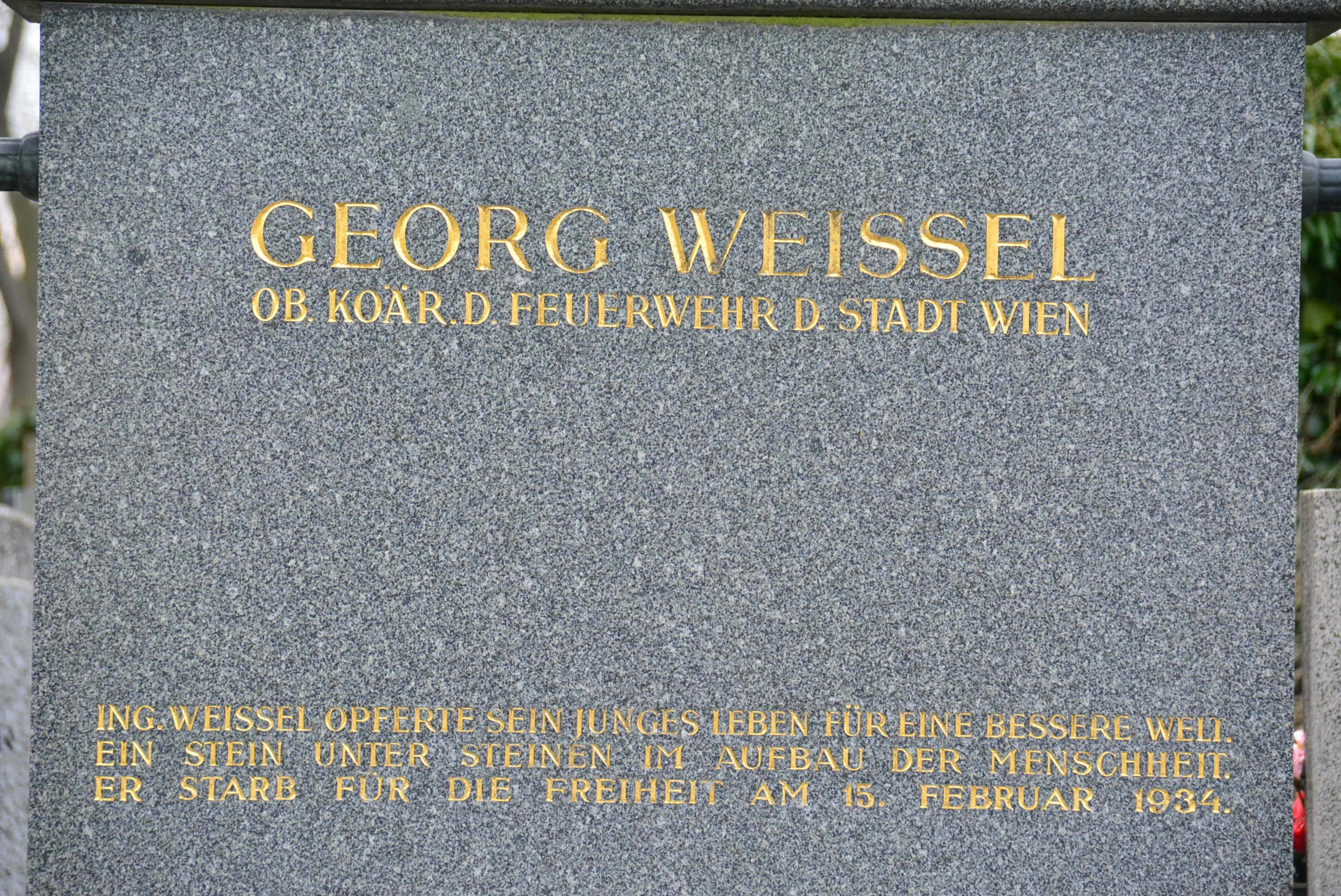
Grabstein von Georg Weissel mit Hinweis auf seinen Rang als Oberkommissär (Ob.Koär) der Wiener Berufsfeuerwehr

- In Österreich wickelt der Notar als Gerichtskommissär den Großteil eines Verlassenschaftsverfahrens ab, die Entscheidungen fällt aber der Richter.[4]

- Kommissär (Koär) und Oberkommissär (Ob.Koär)  sind Amtstitel, die Beamte des Höheren Dienstes (A1), der sogenannten „A-Laufbahn“  des öffentlichen Dienstes, im Rahmen ihrer Tätigkeit führten. Dies galt z. B. für Beamte der Wiener Berufsfeuerwehr ebenso wie für Polizeijuristen (Beamte des rechtskundigen Dienstes). Bis zur Reform von 2005 entsprachen diese Amtstitel den Dienstgraden „Hauptmann“ und „Major“ des Bundesheeres, seitdem rangieren Kommissär und Major auf einer Stufe (der Oberkommissär entfiel).[5]

- Für österreichische Polizeivollzugsbeamte gibt es – entgegen so mancher Fernsehserie – hingegen keinen Dienstgrad „Kommissar“. Die Aufgaben, welche bei der deutschen Polizei durch Kommissare wahrgenommen werden, werden bei der österreichischen Polizei im Regelfall von Inspektoren, aber auch von Offizieren erfüllt.[6]

### Schweiz
- Kommissäre sind in der Schweiz und in Süddeutschland Beauftragte von Sportorganisationen.[7]
- Kommissär war ein (kommunal)polizeilicher Dienstrang in der gesamten Schweiz, wird heute aber nur noch im Kanton Basel-Stadt[8] verwendet.[7] Friedrich Dürrenmatt legte Wert darauf, dass in seinen Romanen „Der Richter und sein Henker“ und „Der Verdacht“ Kommissär Bärlach eine Rolle spielt.
- In der Schweiz ist Kommissär die Bezeichnung für einen Beauftragten in verschiedensten, vom kantonalen Recht festgelegten Funktionen; das Wort kommt auch in Zusammensetzungen wie Regierungs-, Zivil-, Bezirks-, Steuer-, Weinbau-, Feld-, Bienenkommissär vor.[7]

### Niederlande
- In den Provinzen der Niederlande führt der Vorsitzende des Kabinetts (Gedeputeerde Staten) den Titel Königlicher Kommissar (Commissaris van de Koning). Sein Rang entspricht in etwa dem eines Gouverneurs.

### Frankreich, dessen überseeische Gebiete und „Françafrique“
- Commissaires-priseurs heißen in Frankreich die Personen, welche außer den Notaren, Gerichtsvollziehern und eingeschriebenen Warenmaklern zum Abhalten von Auktionen berechtigt sind. Ihre Stellen sind verkäuflich.
- Commissaires de Police sind ranghohe Ermittler in der französischen Police nationale, vergleichbar den deutschen Polizeiräten und aufwärts. In Frankreich sind weitere Gradstufen Commissaire principal (abgeschafft, vormals Polizeioberrat, Polizeidirektor), Commissaire divisionnaire (Leitender Polizeidirektor) und Commissaire général de police (Vizepolizeipräsident o. ä., ungefähr ranggleich dem Général de brigade der französischen Gendarmerie nationale).

### Commonwealth
- Commissioner ist der einem Konsul entsprechende Rang, den Diplomaten eines Commonwealth-Landes in einem anderen Land des Commonwealth bekleiden. Die Dienstsitze dieser Kommissare heißen jedoch Konsulate und nicht Kommissionen – im Unterschied zu den Hochkommissionen.

## Historische Bezeichnungen
- In Norddeutschland vor allem im 18. Jahrhundert häufiger belegbarer Begriff, verwendet im Sinne von „Beauftragter“. Als „Cammer-Commissair“ bezeichnete man jemanden, der als fürstlicher Pächter oder Verwalter dessen Interesse in einer Gutswirtschaft vertrat, ob auf eigene oder auf Rechnung des Eigners, ist dabei nicht hinreichend gesichert. Später nannte man solche Personen allgemein Amtmann.
- Das Erzbistum Mainz war bis 1803 in Kommissariate gegliedert, die von einem Erzbischöflichen Kommissar geleitet wurden.[9]
- In der Armee des Deutschen Reiches sowie in der Schweiz gab es früher den Kriegskommissar beziehungsweise (schweizerisch) Kriegskommissär, der sich um Verpflegung und Transport der Truppen kümmerte.
- In der österreichischen Armee und Marine entsprach der Kommissar dem deutschen Zahlmeister.
- In der ehemaligen Sowjetunion zur Zeit Lenins und Stalins wurde die Bezeichnung für Regierungsminister in der Form eines Volkskommissars gebraucht.
- Vgl. zum Politkommissar in der Roten Armee (auch politische Kommissare): Politoffizier, den Kommissarbefehl Hitlers sowie SED-Parteisekretär (DDR)
- Der Urtyp der politischen Kommissare waren während der Französischen Revolution die Commissaires de la Convention (im April 1793 umbenannt in Représentants en mission). Im Auftrag des französischen Parlaments überwachten sie die Umsetzung der Gesetze in den Ministerien, in allen Landesteilen und in der Armee. Ähnliche Aufgaben versahen die von der Regierung entsandten Commissaires du Conseil exécutif.
- Im Deutschen Reich (1871–1945) wurde der Begriff Reichskommissar für Beauftragte von Reichsregierungen oder Reichsbehörden verwendet. Reichskommissare wurden für zentrale staatliche Orte oder große zivile Territorien mit Machtbefugnissen ausgestattet, um komplexe Verwaltungsaufgaben zu übernehmen.
- In der Bundeszollverwaltung war ein Zollkommissar der Leiter eines Zollkommissariates.